# Ramon Miller
Ramon Miller, född 17 februari 1987, Nassau, Bahamas är en friidrottare från Bahamas som tävlar i kortdistanslöpning. 
Millers främsta merit är att han ingick i stafettlaget som tog guld på 4 x 400 meter vid OS i London 2012.
Miller har även ett olympiskt silver för sin medverkan i försöken vid Olympiska sommarspelen 2008. Inför finalen byttes han ut men då laget slutade på andra plats fick även han en silvermedalj.

## Personliga rekord
- 400 meter - 46,12